# Przełom Bystrzycy (Rumunia)
Przełom Bystrzycy – głęboka widokowa dolina stanowiąca przełom rzeki Bystrzycy na południe od pasma gór Rarau-Giumalau i na wschód od Gór Bystrzyckich (Munții Bistriței) w Rumunii, okręgu Suczawa, na obrzeżach historycznej Bukowiny południowej. Jest to miejsce wypoczynku turystycznego oraz dogodny punkt wypadowy w okoliczne góry.